# Умение
Уме́ние — освоенный субъектом способ выполнения действия, обеспечиваемый совокупностью приобретённых знаний и навыков. Формируется путём упражнений и создаёт возможность выполнения действия не только в привычных, но и в изменившихся условиях. 
Умение способствует приобретению знаний, умений, и развивает человека как личность, способствует успеху его деятельности.

## Определения
- Способность к целенаправленной и результативной деятельности (Н.А. Лошкарёва, Новиков, Александр Михайлович, А.В. Усова, Д.Б. Эльконин)
- Возможность эффективно выполнять действие (деятельность) в соответствии с целями и условиями, в которых приходится действовать (Пед. энц. М.- 1968 г. — с.362)
- Освоенные человеком способы выполнения действия, обеспечиваемые совокупностью приобретённых знаний и навыков (Педагогический энциклопедический словарь, Б.М. Бим-Бад)
- Отдельная деятельность, направленная на достижение определённой цели (В. В. Давыдов, К.К. Платонов)
- Качество личности (О.А. Абдуллина)
- В целом представляют собой сознательно контролируемые части деятельности, по крайней мере в основных промежуточных пунктах и конечной цели (Р.С. Немов)

Умение – владение практикой применения знания.
Умения предполагают, в первую очередь, экстериоризацию.
Умение — владение сложной системой психических и практических действий, необходимых для целесообразной регуляции деятельности имеющимися у субъекта знаниями и навыками.

## Приобретение умений человеком
- В младенческом (ясельном) возрасте (0-3 года) ребёнок учится смотреть, издавать звуки, делать движения, ходить.
- В дошкольном возрасте (3-5 лет) ребёнок учится разговаривать, играть, рисовать, есть, одеваться, умываться и многое другое.
- В школьном возрасте (6-17 лет) ребёнок взрослеет и становится подростком. Учится общению, письму, основам многих наук, ответственности за свои поступки, основам физической культуры, проявлению интересов в хобби и подростковых секциях.
- В возрасте (18-25 лет) бывший подросток становится взрослым человеком, поступает на работу, продолжает учёбу в профессиональных средних и/или высших учебных заведениях. Учится выполнять практическую деятельность, углубляет свои знания и навыки в различных сферах жизнедеятельности, заводит семью.